# التاريخ اللوزياكي
التاريخ اللوزياكي (اليونانية العامية المختلطة: Ἡ Λαυσαϊκή Ἱστορία، رومنة: E Lavsaike Istoria   Ἱστορία) عمل تاريخي ألفه بالاديوس الغلاطي عن آباء الصحراء المصريين، كتبه بين عامي 419-420 م، بناءً على طلب لوسوس الحاجب في بلاط الإمبراطور البيزنطي ثيودوسيوس الثاني.
يتناول النص حياة آباء الصحراء وأمهات الصحراء، وحكم الرهبنة الوعظية.
كُتب في الأصل باللغة اليونانية، ولشهرته الفائقة ترجم إلى اللغات العربية والأرمنية والقبطية والجعزية واللاتينية والسريانية والسغدية.

## تاريخ طبعات الكتاب
طبع لأول مرة بترجمة لاتينية لـ جنتيان هيرفيتوس. نشر بترجمة يونانية مختصرة لـ  يوهانس ميرسيوسفي ليدن عام 1616، ونسخة أطول لـ  فرونتون دو دوك، ونص أكثر اكتمالاً لـ جان بابتست كوتيليريوس. تحوي هذه النسخة الأطول على نص من روفينوس. يعتقد بتلروبرويشن وآخرون أن نص ميورسيوس الأقصر هو نص بالاديوس الأصلي، والنص الأطول مليء بالزيادات المختلفة أثناء نسخه لشهرة العمل الكبيرة في الشرق. 
يرى أميلينيو أن النص الأطول هو نص بالاديوس الكامل، وأن الفصول السبعة والثلاثين الأولى (عن رهبان مصر السفلى) هي في الأساس تسجيل لما رآه المؤلف وسمعه، رغم استخدامه لوثائق مكتوبة. ويرى أميلينيو أن الجزء الثاني (عن صعيد مصر) هو مجرد تجميع لوثائق قبطية أو يونانية استخدمها روفينوس أيضًا؛ وبالتالي فإن زيارة بالاديوس لصعيد مصر تعتبر خيالا أدبيا. 
ترجم الراهب السوري عنان عيش التاريخ اللوزياكي إلى السريانية مع بعض الاضافات. 
في وقت من الأوقات اعتبر التاريخ اللوزياكي تجميعة للأساطير الخيالية. واعتبره علماء الكنيسة الرومانية الكاثوليكية في بداية القرن العشرين أنه مصدر مهم للرهبنة المصرية.

## الاستخدام الشعائري
في الكنيسة الأرثوذكسية الشرقية (الطقس البيزنطي) يُقرأ التاريخ اللوزياكي في صلاة السحر في أيام أسبوع الصوم الكبير باعتباره قراءتين من قراءات آباء الكنيسة ، بعد الكاثيسما الثالثة وبعد الترنيمة الثالثة من التسابيح.

## طبعات
- Palladius of Galatia (1907). The paradise, or garden of the holy fathers . ترجمة: Ernest Alfred Wallis Budge. Chatto & Windus.
- Meyer, Robert T. Palladius: The Lausiac History. ACW 34. New York: Newman Press, 1965; reprint: Paulist Press.
- Vivian, Tim. "Coptic Palladiana I: The Life of Pambo." Coptic Church Review 20, no. 3 (1999): 66–95.
- Vivian, Tim. "Coptic Palladiana II: The Life of Evagrius." Coptic Church Review 21, no. 1 (2000): 8–23.
- Vivian, Tim. "Coptic Palladiana III: The Life of Macarius of Egypt." Coptic Church Review 21, no. 3 (2000): 82–109.
- Vivian, Tim. "Coptic Palladiana [IV]: St. Macarius of Alexandria." Coptic Church Review 22, no. 1 (2001): 2–22.

## روابط خارجية
- W. K. Lowther Clarke (1918). The Lausiac History Of Palladius. The Macmillan Company. اطلع عليه بتاريخ 2015-08-16. html
- The Paradise Of the Holy Fathers: Volumes 1 & 2
- التاريخ اللوزياكي public domain audiobook at LibriVox
- 3 Palladius: historia lausiaca, etc. at OPenn